# Katastrofa lotu PLL LOT 232
Katastrofa lotu PLL LOT 232 – miała miejsce 14 czerwca 1957 o godzinie 23:10 na podmoskiewskim lotnisku Wnukowo. Śmierć poniosło w niej 9 osób.

## Przebieg lotu
Samolot Ił-14P o znakach rozpoznawczych SP-LNF wyruszył z warszawskiego lotniska Okęcie, zabierając na pokład 5 członków załogi, 8 pasażerów oraz 819 kg ładunku. Wobec złej pogody (burza i ulewny deszcz) radzieccy kontrolerzy lotów nakazali obniżenie pułapu, w efekcie czego samolot minął podmoskiewskie Klimentiewo na wysokości 400 m. Chwilę potem kontrolerzy nakazali powtórne zniżenie do pułapu 300 m. Krótko potem o godzinie 23:07 maszyna zniknęła z radarów. Samolot zszedł poniżej bezpiecznej wysokości i zderzył się z ziemią. Maszyna upadła w miejscu na skraju lasu, około 400 m od szosy.
Zginęło 9 osób (5 pasażerów i 4 członków załogi), zaś ocalały 4 osoby. Ofiarami śmiertelnymi byli: Purewijn Baatar (minister handlu Mongolskiej Republiki Ludowej), inny obywatel Mongolii, dwoje obywateli Stanów Zjednoczonych (małżeństwo Becker) oraz obywatele polscy: Turek i członkowie załogi kpt. Władysław Snacki (I pilot), Mieczysław Pląder (II pilot), Michał Łukasiewicz (radiotelegrafista), Marian Siemieniak (mechanik). Ocalonymi byli obywatele USA (matka i 12-letnia córka o nazwisku Tremper oraz osoba o nazwisku Chiverton) oraz stewardesa Ewa Fedorowska. Ocalone osoby przebywały w tylnej części kadłuba maszyny, stosunkowo nieznacznie zniszczonej.
Za przyczynę katastrofy uznano zejście maszyny na zbyt małą wysokość wynikłe z zastosowania innych niż przyjęte dla lotniska Wnukowo procedur.